# هیپرکلرمی
هیپرکلرمی (انگلیسی: Hyperchloremia) یک اختلال الکترولیتی است که در آن سطح یون‌های کلرید در خون افزایش می‌یابد. محدوده طبیعی سرم برای کلرید ۹۶ تا ۱۰۶ میلی اکی‌والان در لیتر است، بنابراین سطوح کلرید بالای ۱۱۰ میلی اکی‌والان در لیتر معمولاً نشان‌دهنده اختلال عملکرد کلیه است زیرا تنظیم کننده غلظت کلرید است. در حال حاضر هیچ علامت خاصی از هیپرکلرمی وجود ندارد. با این حال، می‌تواند تحت تأثیر ناهنجاری‌های متعددی باشد که باعث از دست دادن مایع بدون الکترولیت، از دست دادن مایع هیپوتونیک یا افزایش تجویز کلرید سدیم می‌شود. این ناهنجاری‌ها ناشی از اسهال، استفراغ، افزایش مصرف کلرید سدیم، اختلال عملکرد کلیوی، استفاده از دیورتیک‌ها و دیابت است. هیپرکلرمی را نباید با اسیدوز متابولیک هیپرکلرمیک اشتباه گرفت زیرا اسیدوز متابولیک هیپرکلرمیک با دو تغییر عمده مشخص می‌شود: کاهش pH خون و سطوح بی کربنات و همچنین افزایش سطح کلرید خون. در عوض، افراد مبتلا به اسیدوز متابولیک هیپرکلرمیک معمولا مستعد هیپرکلرمی هستند.
شیوع هیپرکلرمی در محیط‌های بیمارستانی در زمینه پزشکی مورد پژوهش قرار گرفته است زیرا یکی از منابع اصلی درمان در بیمارستان‌ها تجویز محلول نمکی است. پیش از این، مدل‌های حیوانی با کلرید بالا نشانگرهای التهابی، تغییرات فشار خون، افزایش انقباض عروق کلیوی و جریان خون کلیوی کمتر و همچنین در فیلتراسیون گلومرول را نشان می‌دادند، که همه اینها محققان را بر آن می‌دارد تا بررسی کنند که آیا این تغییرات یا موارد دیگر ممکن است در بیماران وجود داشته باشد یا خیر. برخی از مطالعات ارتباط احتمالی بین افزایش سطح کلرید و مرگ یا آسیب حاد کلیوی را در بیماران شدیداً بیمار که ممکن است به بیمارستان مراجعه کنند یا ویزیت‌های طولانی مدت داشته باشند، گزارش کرده اند. مطالعات دیگری وجود دارد که هیچ رابطه‌ای پیدا نکرده است.